# Великопольская провинция

Великопольська провинция на схеме Речи Посполитой (1619 год).

Великопольская провинция (пол. Prowincja wielkopolska) — административно-территориальная единица (провинция) Королевства Польского и Короны Польской в Речи Посполитой (до 1772 года). 
Всего было три провинции — Великопольская, Малопольская и Литва.

## История
Провинция Великая Польша существовала с XIV века. Возникла на основе Великопольского княжества со столицей в Познани. Объединяла территории (земли) Великой Польши, Мазовии и Королевской Пруссии, а также Варминского епископства. К 1768 году состояла из 13 воеводств и епископского княжества, после — из 14 единиц. Главный город — Познань, резиденция генерального старосты Великой Польши. Место заседаний генерального сейма провинции — город Круг. Провинция ликвидирована при наведении порядка в Европе в 1772 году, в другом источнике указан 1795 год, во время третьего раздела Речи Посполитой.

## Состав
Провинция включала в свой состав воеводства и епископское княжество:
| Герб | Воеводство (Епископское княжество)              | Воеводский город    | Образование | Число поветов | Территория, км² |
| ---- | ----------------------------------------------- | ------------------- | ----------- | ------------- | --------------- |
|      | Брест-Куявское воеводство                       | Брест-Куявский      | XIV век     | 5             | 3000            |
|      | Варминское епископство                          | Лидзбарк-Варминьски | 1466        | 10            | 4249            |
|      | Гнезненское воеводство                          | Гнезно              | 1768        | 3             | 7500            |
|      | Иновроцлавское воеводство, с землей Добржинской | Иновроцлав          | XIV век     | 5             | 2900            |
|      | Калишское воеводство                            | Калиш               | 1314        | 6             | 15 000          |
|      | Ленчицкое воеводство                            | Ленчица             | 1772        | 3             | 4000            |
|      | Мальборкское воеводство                         | Мальборк            | 1466        | 4             | 2000            |
|      | Мазовецкое воеводство                           | Варшава             | 1526        | 23            | 23 000          |
|      | Плоцкое воеводство                              | Плоцк               | 1495        | 8             | 3500            |
|      | Познанское воеводство, с землею Веховской       | Познань             | XIV век     | 4             | 15 500          |
|      | Поморское воеводство                            | Скаршевы            | 1454        | 8             | 12 907          |
|      | Равское воеводство                              | Рава                | 1462        | 6             | 6000            |
|      | Серадзское воеводство, с землею Велюнской       | Серадз              | 1339        | 4             | 10 000          |
|      | Хелмненское воеводство, с землей Михайловской   | Хелмно              | 1466        | 2             | 4654            |